# Batman Forever
Batman Forever (dt. Batman für immer) ist eine US-amerikanische Comicverfilmung des Regisseurs Joel Schumacher aus dem Jahr 1995. Er ist nach Batman (1989) und Batmans Rückkehr (1992) der dritte Teil der Batman-Reihe. Er wurde 1997 mit Batman & Robin fortgesetzt. Der Film startete am 3. August 1995 in den deutschen Kinos.

## Handlung
Bruce Wayne bricht als Batman auf, um sich Two-Face zu stellen, der eine Bank in Gotham City überfällt und eine Geisel festhält. Two-Face war Generalstaatsanwalt der Stadt, bis seine linke Gesichtshälfte durch einen Säureangriff entstellt wurde. Er sieht die Schuld dafür in Batman, der den Angriff nicht vereiteln konnte, und will ihn seitdem töten.
Batman erfährt von der Geiselnahme durch Commissioner Gordon und lernt dabei die Psychologin Dr. Chase Meridian kennen, die Batmans Beweggründe zu verstehen versucht und ein Liebesverhältnis zu ihm aufbaut. Als Batman die Geisel befreien will, gerät er in einen Hinterhalt von Two-Face, kann sich jedoch mit der Geisel retten. Daraufhin nimmt er die Verfolgung von Two-Face auf, der mit einem Helikopter zu fliehen versucht. Two-Face springt jedoch vom Fluggerät ab und Batman kann sich im letzten Moment vor einem Zusammenstoß mit einer Statue in Sicherheit bringen.
Bei Wayne Enterprises, dem Unternehmen von Bruce Wayne, arbeitet der hochintelligente, exzentrische Edward Nygma an einem Gerät, das die Gehirnwellen manipulieren kann, sodass man Fernsehsignale direkt in das menschliche Gehirn senden kann und die Bilder dreidimensional vor sich sieht. Nygma erhält im Gegenzug durch die Nutzung des Geräts die Gedanken der jeweiligen Nutzer. Wayne lässt das Projekt aus moralischen Gründen stoppen; dennoch fährt Nygma damit fort, als Fred Stickley, der Abteilungsleiter, das mitbekommt. Er will das Projekt nochmals stoppen, wird von Nygma jedoch als Versuchsperson missbraucht und daraufhin getötet. Nygma kann das Beweismaterial fälschen und lässt die Tat wie einen Suizid aussehen. Wayne erhält am nächsten Tag sowie in der darauffolgenden Nacht jeweils einen Brief mit einem Rätsel von Nygma, der sich jedoch anonym hält.
Wayne, der in Meridian verliebt ist, will sie überzeugen ihn und nicht Batman zu lieben. Beide gehen in den Zirkus, als Two-Face hereinstürmt und droht, den Veranstaltungsort innerhalb von zwei Minuten durch eine Bombe zu zerstören, sollte Batman sich nicht zu erkennen geben. Die Familien-Artistengruppe Flying Graysons kann die Bombe fortschaffen, wird dabei jedoch von Two-Face angegriffen und lediglich der Jüngste, Dick, überlebt. Wayne, der Schuldgefühle für den Tod von Dicks Eltern hat, nimmt ihn bei sich auf. Dieser schwört, sich an Two-Face zu rächen.
Two-Face wird nach einer Verfolgungsjagd mit Batman von Nygma überrascht, der sich nun verkleidet als Riddler ausgibt. Sie schließen sich unter den Bedingungen zusammen, dass Two-Face Riddler hilft, sein Gerät zu finanzieren und er ihn im Gegenzug unterstützt, herauszufinden, wer Batman ist. Nygma und Two-Face rauben dafür diverse Edel-Geschäfte aus, während Wayne vom Riddler weitere Rätsel erhält. Nygma bringt unterdessen sein Gerät unter dem Namen Box auf den Markt, welches sofort in den meisten Haushalten zu finden ist.
Dick Grayson findet inzwischen die Bat-Höhle, Batmans Hauptquartier, und weiß so auch, dass Wayne Batman ist. Er bittet Wayne um Hilfe, seine Eltern zu rächen. Der Unternehmer lehnt die Bitte ab und will nicht Grayson als seinen Partner haben.
Auf einer Veranstaltung von Nygma kommt auch Wayne mit der Box in Kontakt und Nygma erhält dessen Gedankengut und erfährt, wer Batman ist. Die Veranstaltung wird von Two-Face unterbrochen, der Batman in einen Hinterhalt lockt. Dieser wird unter Schotter begraben, kann jedoch von Grayson gerettet werden. Wayne entscheidet aufzuhören, Batman zu sein, da er weiterhin Graysons Partnerschaft ablehnt.
In der Nacht gestehen sich Meridian und Wayne, der Meridians Zuneigung zu Batman ausreden konnte, ihre Liebe zueinander ein. Als er ihr jedoch sagen will, dass er Batman ist, werden sie vom Riddler und von Two-Face angegriffen und der ehemalige Staatsanwalt schießt Wayne nieder. Sie nehmen Meridian gefangen und Wayne entscheidet, als er wieder zu sich kommt, seine Maske wieder anzulegen. Sein Butler Alfred Pennyworth konnte ihn unterdessen überzeugen, Grayson unter dem Namen Robin als Batmans Partner mitzunehmen.
Auf der Insel, auf der sich Two-Face und der Riddler befinden, entfernt sich Robin von Batman und es kommt zum Kampf zwischen Robin und Two-Face. Dabei wird der Schurke besiegt, Robin entscheidet sich jedoch, seinen Gegner vor dem Tod zu bewahren und rettet ihn. Two-Face nutzt die Situation, nimmt Robin als Geisel und bringt ihn zum Riddler.
Dieser lässt Batman entscheiden, ob ihm das Leben von Robin oder von Meridian wichtiger sei, indem er beide in die Tiefe stürzen lässt und Batman nur eine Person retten kann. Batman kann zuvor jedoch einen Gedankenspeicher zerstören, und sämtliche Gedanken strömen in Nygmas Gehirn. Er verliert daraufhin seinen Verstand.
Unterdessen lässt Two-Face die Geiseln in die Tiefe stürzen und Batman springt ihnen hinterher. Er kann beide auf eine Plattform retten. Two-Face will Batman daraufhin töten, als dieser den ehemaligen Staatsanwalt auf seine Regel aufmerksam macht, durch eine Münze über Leben und Tod zu entscheiden. Während Two-Face die Münze in die Luft wirft, wirft auch Batman weitere Münzen in die Luft, sodass Two-Face sein Gleichgewicht verliert und in die Tiefe stürzt.
Meridian wird in die Psychiatrie Arkham Asylum gerufen, da der Patient Nygma meint, er wisse, wer Batman sei. Als er von ihr jedoch gefragt wird, wer hinter Batmans Maske steckt, antwortet Nygma, dass er selbst hinter dem Fledermauskostüm stecke. Am Ausgang wartet Wayne unterdessen auf Meridian und es stellt sich heraus, dass sie die wahre Identität von Batman kennt.
Der Film endet mit der Abbildung des Bat-Signals, ein Scheinwerfer mit einem Fledermauskostüm in der Mitte, von dem aus Batman und Robin auf den Zuschauer zulaufen.

## Synchronisation
Synchronfirma: Berliner Synchron GmbH Wenzel Lüdecke.

Dialogbuch: Johanna Schneider.

Dialogregie: Thomas Danneberg.
| Rolle                     | Darsteller        | Synchronsprecher       |
| ------------------------- | ----------------- | ---------------------- |
| Bruce Wayne / Batman      | Val Kilmer        | Torsten Sense          |
| Harvey Dent / Two-Face    | Tommy Lee Jones   | Manfred Lehmann        |
| Edward Nygma / Riddler    | Jim Carrey        | Stefan Fredrich        |
| Dr. Chase Meridian        | Nicole Kidman     | Petra Barthel          |
| Dick Grayson / Robin      | Chris O’Donnell   | Frank Schröder         |
| Alfred Pennyworth         | Michael Gough     | Friedrich Schoenfelder |
| Commissioner James Gordon | Pat Hingle        | Hans Teuscher          |
| Sugar                     | Drew Barrymore    | Sabine Jaeger          |
| Spice                     | Debi Mazar        | Martina Treger         |
| Gossip Gerty              | Elizabeth Sanders | Liane Rudolph          |
| Dr. Burton                | Rene Auberjonois  | Georg Tryphon          |
| Fred Stickley             | Ed Begley Jr.     | Lothar Blumhagen       |

## Kritiken
Das Lexikon des internationalen Films schrieb, der Film veranstalte „mit der schrillen, ins Dämonische gesteigerten Komik des Hauptdarstellers Jim Carreys angereichert“ eine „schier unerschöpfliche Materialschlacht, in der Auge und Ohr keine Sekunde Ruhe finden“. Die zweite Fortsetzung sei „bei ihrem Versuch der Kommerzialisierung des düsteren Konzepts ihrer Vorgänger“ „weniger hintergründig und am ehesten als Camp-Movie konsumierbar“.
Die Zeitschrift Cinema schrieb, die beiden Vorgängerfilme seien „düster-bissig“, während dieser Film eine „familiengerechte, knallbunte Actionversion“ sei.

## Auszeichnungen
Batman Forever wurde 1996 für drei Oscars nominiert: Beste Kamera, Bester Ton und Bester Tonschnitt. Er wurde 1996 für den Song Hold Me, Thrill Me, Kiss Me, Kill Me (U2) für den Golden Globe Award und für die Goldene Himbeere nominiert.
Der Film erhielt 1996 Nominierungen für den Saturn Award als Bester Fantasyfilm, für das Make-up, für die Spezialeffekte und für die Kostüme. Jim Carrey, Tommy Lee Jones, Nicole Kidman, Val Kilmer und die Songs Hold Me, Thrill Me, Kiss Me, Kill Me sowie Kiss from a Rose (Seal) wurden 1996 für den MTV Movie Award nominiert.
Der Song Hold Me, Thrill Me, Kiss Me, Kill Me und Elliot Goldenthal gewannen 1996 den Film and Television Music Award der American Society of Composers, Authors and Publishers. Elliot Goldenthal wurde außerdem 1996 für den Grammy Award nominiert.
Der Film und Nicole Kidman wurden 1996 für den Kids’ Choice Award nominiert. Die Filmmusik gewann 1996 den Brit Award. Der Song Kiss From A Rose gewann 1996 den BMI Film & TV Award. Stephen Goldblatt wurde 1996 für den American Society of Cinematographers Award nominiert.
Die Deutsche Film- und Medienbewertung (FBW) verlieh dem Film das Prädikat besonders wertvoll.

## Soundtrack
Der Soundtrack zum Film erschien 1995 bei Atlantic Records:
1. Hold Me, Thrill Me, Kiss Me, Kill Me – U2 – 4:46
2. One Time Too Many – PJ Harvey – 2:52
3. Where Are You Now? – Brandy – 3:57
4. Kiss from A Rose – Seal – 3:38
5. The Hunter Gets Captured By The Game – Massive Attack & Tracey Thorn (Coverversion, ursprünglich von Smokey Robinson) – 4:06
6. Nobody Lives Without Love – Eddi Reader – 5:05
7. Tell Me Now – Mazzy Star – 4:17
8. Smash It Up – The Offspring (Coverversion, ursprünglich von The Damned) – 3:26
9. There Is A Light – Nick Cave – 4:23
10. The Riddler – Method Man – 3:30
11. The Passenger – Michael Hutchence (Coverversion, ursprünglich von Iggy Pop) – 4:37
12. Crossing The River – The Devlins – 4:45
13. 8 – Sunny Day Real Estate – 5:27
14. Bad Days – The Flaming Lips – 4:39

## Sonstiges
- Im Vergleich zum direkten Vorgänger Batmans Rückkehr gibt es in Batman Forever zahlreiche Veränderungen. Nach zwei Batman-Filmen überließ Tim Burton die Regie Joel Schumacher. Auch der Hauptdarsteller Michael Keaton aus den ersten beiden Filmen kehrte nicht zurück und wurde durch Val Kilmer ersetzt. Der Komponist Danny Elfman wurde durch Elliot Goldenthal ersetzt, der sich stilistisch aber an seinem Vorgänger orientierte. Die Optik des Films steht ebenfalls in Kontrast zu den beiden Vorgängern; während dort eher auf eine düstere Optik Wert gelegt wurde, ist in Joel Schumachers Batman alles bunt und grell. Eine weitere Veränderung war die Einführung von Batmans Partner Robin.
- Der Film entstand für ein Budget in Höhe von 100 Millionen US-Dollar. In den USA spielte er rund 185 Millionen ein. Weltweit betrugen die Einnahmen 336 Millionen Dollar,[5] womit Batman Forever erfolgreicher als sein Vorgänger ist.
- Trotz der zahlreichen Brüche mit den Vorgängern war Batman Forever an den Kinokassen ein großer Erfolg und eine weitere Fortsetzung folgte. Batman & Robin kam zwei Jahre später in die Kinos, allerdings wechselte der Darsteller Batmans erneut.
- Der Film führte zu einer Klage wegen Urheberrechtsverletzungen. Zu Beginn des Films wird Batman in der zweiten Bank von Gotham eine Falle gestellt. Diese Szene wurde in Los Angeles gedreht, 801 Figueroa Street. Dort hatte der Künstler Andrew Leicester ein Kunstwerk namens Zanja Madre aufgestellt, eine Mischung aus altertümlichen Mythen und der Darstellung modernen Stadtlebens, welches zum Teil im Film zu erkennen ist. Schon zu Beginn der Szene vor der Bank sind deutlich die turmartigen Gebilde des Kunstwerks mit ihren um die Spitze geschwungenen Ringen zu erkennen, ohne dass Leicester hierzu eine Genehmigung erteilt hat. Das Urteil der zweiten Instanz ist in der amerikanischen Rechtsprechungssammlung Federal Reporter nachzulesen.[6]
- Beim Finale des Films sagt Chris O’Donnell „Heiliges, rostiges Metall, Batman“, was sehr an die typischen Sätze von Burt Ward, dem Robin aus der Batman-Fernsehserie der 1960er Jahre erinnert. (Dabei ging der Witz in der deutschen Fassung verloren; im Film meint Robin mit holey („löchrig“), während Robin in der Serie holy („heilig“) meinte.)
- Der Name des Psychiaters des Arkham Asylum, Dr. Burton, ist eine Anspielung auf Tim Burton, den Produzenten dieses und Regisseurs der ersten beiden Teile.
- Die Roman-Adaption des Films wurde von Peter David geschrieben (ISBN 978-0-4466-0217-4) und 1995 von Warner Books veröffentlicht.
- Bei den Dreharbeiten herrschte dicke Luft zwischen Jim Carrey und Tommy Lee Jones. Gerüchte kursierten hier von Beginn an, aber erst 2014 wurden sie von Jim Carrey auch bestätigt.[7]